# Gabriel Gustafson
Gabriel Adolf Gustafson (nascido a 8 de Agosto de 1853, em Visby, na região de Gotland, na Suécia - falecido em 1915) foi um arqueólogo sueco-norueguês. Ele foi responsável pela escavação e conservação do Navio Oseberg (Osebergfunnet).

## Biografia
Gabriel Gustafson nasceu em Visby, no condado de Gotland, na Suécia. Gustafson estudou na Universidade de Uppsala obtendo um diploma em Arqueologia (1871). Ele foi professor na Universidade de Uppsala (1875-1889). Gustafson foi contratado pela Universidade de Bergen como conservador de 1889 a 1900. Em 1900, após a morte de Oluf Rygh, foi nomeado gerente do Museu Universitário de Antiguidades Nacionais da Universidade de Kristiania (agora Universidade de Oslo) e professor da arqueologia.

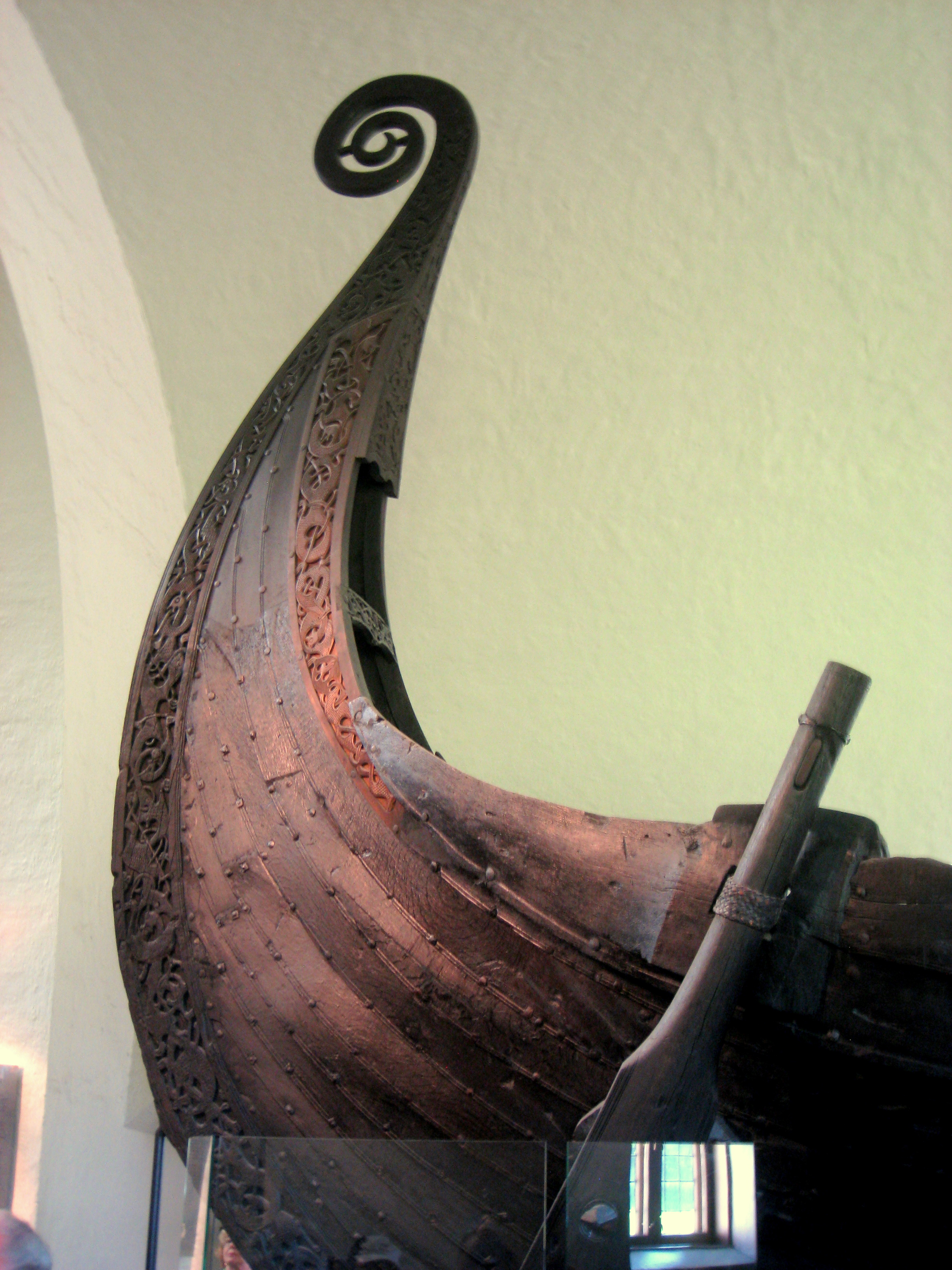
Navio Oseberg

Gustafson é mais conhecido por seu trabalho, junto com Haakon Shetelig, durante 1904–05 no navio Oseberg da era Viking (Osebergskipet) perto de Tønsberg na Noruega. Ele foi agraciado com a nomeação de Cavaleiro de 1a. Classe da Ordem de Santo Olavo em 1911.
Embora Gustafson seja mais conhecido por seu trabalho na descoberta de Oseberg, começando em 1893, ele liderou a filial local da Sociedade para a Preservação de Monumentos Antigos da Noruega. Gustafson e Hans Aall, um político norueguês, prepararam um projeto de lei, apoiado por Jørgen Brunchorst, um naturalista, político e membro do Parlamento, que criou a Lei do Patrimônio Cultural da Noruega (Projeto de Lei de 1897). A lei entrou em vigor em 1905. Hoje, essa lei é considerada uma lei norueguesa suprema que tem precedência sobre outras leis em casos de conflito mútuo.

## Referências

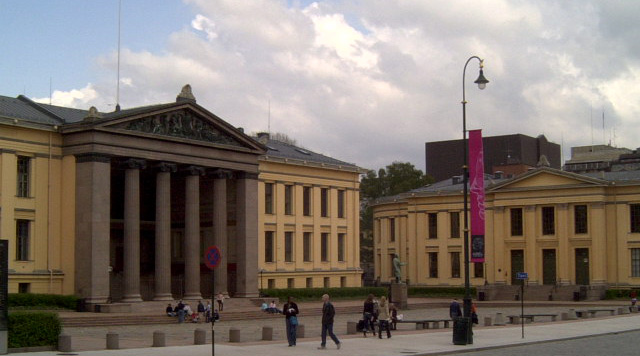
A Universidade de Oslo, onde Gustafson leccionou.

## Outras fontes
- Hagen, Anders (1968) The Viking Ship Finds: The Oseberg, Gokstad, and Tune Ships (Universitetets Oldsaksamling)
- Hougen, Bjørn (1965) Gabriel Gustafson, et 50-års minne (in "Viking", book 29", Oslo: Norsk Arkeologisk Selskap)
- Shetelig, Haakon (1928) Queen Asa's Sculptors: Wood Carvings found in the Oseberg Ship, Norway (London: Burlington House)
- Sjovold, Thorleif (1969) The Oseberg Find and the Other Viking Ship Finds Mary Fjeld Sjovold, translation (Universitetets Oldsaksamling)